# والتر جاي ماثيوز
والتر جاي ماثيوز (بالإنجليزية: Walter J. Mathews) هو مهندس معماري أمريكي، ولد في 2 مايو 1850 في ويسكونسن في الولايات المتحدة، وتوفي في 20 نوفمبر 1947 في أوكلاند في الولايات المتحدة.